# Кушнур (Нижегородская область)
 Кушнур — село в Шарангском районе Нижегородской области. Административный центр  Кушнурского сельсовета .

## География
Расположено на расстоянии примерно 19 км на юг-юго-восток от районного центра поселка Шаранга.

## История
Известно с 1873 года как деревня Рудинская, где было дворов 17 и жителей 159, в 1905 (уже село Руднинское или Кушнур) 54 и 280, в 1926 (Кушнур или Юкшум, Рудинская) 102 и 364 (281 мари), в 1950 78 и 206. Зосимо-Савватиевская деревянная церковь была построена в 1889 – 1892 году.

## Население
Постоянное население составляло 391 человека (русские 65%, мари 34%) в 2002 году, 364 в 2010.